# Pardosa dilecta
Pardosa dilecta este o specie de păianjeni din genul Pardosa, familia Lycosidae, descrisă de Banks, 1898. Conform Catalogue of Life specia Pardosa dilecta nu are subspecii cunoscute.